# Piopio (Neuseeland)
Piopio ist ein Ort im Waitomo District der Region Waikato auf der Nordinsel von Neuseeland. 2013 lebten hier 396 Einwohner, 2022 waren es 480. Alle Straßen im Zentrum sind nach einheimischen Vogelarten benannt, so wie Piopio selbst.

## Geographie
Die Ortschaft liegt zwischen Hamilton und New Plymouth am State Highway 3 vierundzwanzig Kilometer südlich von Te Kūiti. Östlich liegt der 378 Meter hohe Kahuwera Hill. In der Nähe des Dorfes fließt der Mokau River.

## Geschichte
Piopio wurde 1902 gegründet. Die erste Schule öffnete 1909. Durch die Zusammenlegung mehrerer Bildungsstätten entstand 1924 in der Ortschaft die erste konsolidierte Schule des Landes. Später war Piopio eine autarke Stadt mit Postamt, Banken, Arztpraxis und Apotheke sowie einer Bildungsstätte, in der sieben- bis siebzehnjährige Schüler aus einem großen Gebiet zusammen kamen. Deshalb wurden hier die meisten Schulbusse in  Neuseeland eingesetzt, die auch die längsten Strecken zu bewältigen hatten. Anfang der 90er Jahre entstand an der Hauptstraße eine Dorfwiese. Einige Jahre später wurde das Projekt Piopio Trust gestartet, um die Entwicklung der Ortschaft voranzubringen. Die Modernisierung einer Gedenkhalle wurde in Angriff genommen, Kunstwerke wurden beschafft und soziale Veranstaltungen organisiert. Ein Café wurde an der Hauptstadt gebaut und die Dorfwiese für einen monatlich stattfindenden Markt genutzt.

## Wirtschaft und Industrie
Schaf- und Rinderfarmen sowie eine Molkerei sind die Haupterwerbsmöglichkeiten der Umgebung. Weiterhin gibt es einen Forstbetrieb sowie einen Kalksteinbruch. Bildungswesen, Handel und Verkehr spielen ebenfalls eine große Rolle.

## Sehenswürdigkeiten
Pipio liegt zwischen den Höhlen von Waitomo und der Küste Taranakis. Hier wurden Szenen für die Hobbit-Trilogie gedreht. Ein Museum im Ort ist in einer alten Schmiede untergebracht und informiert über die Geschichte der Region. Eine alte Siedlerhütte, verschiedene Fotografien und die originale Telefonzentrale des Ortes sind dort ebenfalls zu besichtigen.

## Sport
Golf, Squash, Tennis, Bowling, Schwimmen, Rugby, Trial und Motocross werden angeboten. Auch ein Skiclub hat sich gegründet. Vielfältige Rad- und Wanderwege erweitern das sportliche Angebot.

## Söhne und Töchter der Ortschaft
- Olivia MacDonald (* 1996), neuseeländische Volleyball- und Beachvolleyballspielerin[5]